# Abraham Pharar
Abraham Pharar ou também Abraham Farrar (? — 1663), foi um médico, poeta e religioso judeu nascido em Portugal (no Porto) e que como muitos outros foi vítima das perseguições religiosas, tendo fugido para a Holanda. Em Amesterdão foi amigo de Menasseh ben Israel e um discípulo de Saul Levi Morteira.
Sua obra mais conhecida chama-se Declaração das 613 Encomendanças, publicada em 1627 por indústria, e despesa, de Abraham Pharar, judeu do destêrro de Portugal.